# Reticulocepheus grandis
Reticulocepheus grandis är en kvalsterart som först beskrevs av Sitnikova 1979.  Reticulocepheus grandis ingår i släktet Reticulocepheus och familjen Cepheidae. Inga underarter finns listade i Catalogue of Life.